# Carl Ludwig Brandt

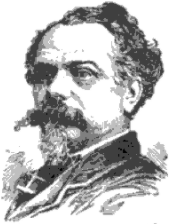
Carl Ludwig Brandt

Carl Ludwig Brandt (* 22. September 1831 im Herzogtum Holstein, nahe Hamburg; † 20. Januar 1905 in Savannah, Georgia) war ein deutschamerikanischer Historien-, Porträt- und Landschaftsmaler. 1883 wurde er als Akademie- und Museumsdirektor der Telfair Academy of Arts and Sciences nach Savannah berufen.

## Leben
Brandt erhielt eine künstlerische Ausbildung in Hamburg und Kopenhagen. Zwischen 1848 und 1850 nahm er an den militärischen Auseinandersetzungen um die Schleswig-Holsteinische Erhebung teil. 1852 emigrierte er in die Vereinigten Staaten und ließ sich in New York nieder. 1862 war er als Landschaftsmaler im amerikanischen Westen unterwegs. In den Jahren 1865 bis 1869 hielt er sich wieder in Europa auf. Ab etwa 1870 war er in Hastings-on-Hudson, New York, ansässig. 1872 wurde er Mitglied der National Academy of Design. 1874 kam Brandt neben John Beaufain Irving und David Johnson (1827–1908) als Mitglied des Auswahlkomitees für die Jahresausstellung der Akademie in die Kritik, weil sie verschiedene Gemälde von John La Farge zurückgewiesen hatten.
Von 1883 bis 1905 wirkte er als Lehrer und Leiter der Telfair Academy of Arts and Sciences in Savannah, Georgia, wo er im Alter von 73 Jahren starb. Für Telfair reiste Brandt nochmals nach Europa, um auf internationalen Kunstausstellungen in Liverpool, Paris, München und Wien Bilder und Plastiken zu erwerben.